# José Vidal Cadellans
José Vidal Cadellans (Barcelona, 1928 - Igualada, 1960) fue un escritor español.

## Biografía
En vida sólo vio publicada una de sus novelas, No era de los nuestros, con la que consiguió el Premio Nadal de 1958. Póstumamente salieron a la luz otras tres obras suyas: Juan y la otra gente (cuentos) en 1960, Cuando amanece en 1961 , Ballet para una infanta en 1972.